# Лонаге
Лонаге́ (фр. и окс. Launaguet) — коммуна во Франции, находится в регионе Юг — Пиренеи. Департамент — Верхняя Гаронна. Входит в состав кантона Тулуза-14. Округ коммуны — Тулуза.
Код INSEE коммуны — 31282.

## География
Коммуна расположена приблизительно в 580 км к югу от Парижа, в 8 км к северу от Тулузы.
На западе коммуны протекает река Эр-Мор.

## Климат
Климат умеренно-океанический. Зима мягкая и снежная, весна характеризуется сильными дождями и грозами, лето сухое и жаркое, осень солнечная. Преобладают сильные юго-восточные и северо-западные ветры.

## Население
Население коммуны на 2010 год составляло 7149 человек.
| 1962 | 1968 | 1975 | 1982 | 1990 | 1999 | 2010 |
| ---- | ---- | ---- | ---- | ---- | ---- | ---- |
| 1160 | 1407 | 2771 | 2842 | 3768 | 5086 | 7149 |

## Администрация
| Период | Период | Фамилия         | Партия                  | Примечания                        |
| ------ | ------ | --------------- | ----------------------- | --------------------------------- |
| 1977   | 1996   | Ги Легвак       | Социалистическая партия | сенатор, член генерального совета |
|        |        |                 |                         |                                   |
| 2006   | 2014   | Арлет Сильвестр | Социалистическая партия |                                   |
| 2014   | 2020   | Мишель Руже     | Социалистическая партия |                                   |

## Экономика
В 2010 году среди 4814 человек трудоспособного возраста (15—64 лет) 3783 были экономически активными, 1031 — неактивными (показатель активности — 78,6 %, в 1999 году было 74,2 %). Из 3783 активных жителей работали 3422 человека (1742 мужчины и 1680 женщин), безработных было 361 (163 мужчины и 198 женщин). Среди 1031 неактивных 480 человек были учениками или студентами, 295 — пенсионерами, 256 были неактивными по другим причинам.

## Достопримечательности
- Замок Лонаге[фр.] (1845 год). Исторический памятник с 1993 года[4]
- Кирпичный завод в поместье Миремон (1829—1830 годы). Исторический памятник с 1984 года[5]
- Церковь Св. Варфоломея

## Фотогалерея
- Лонаге
- Замок Лонаге
- Церковь Св. Варфоломея
- Старый вокзал
- Почта 
(бывшая школа)